# Vena dorsal superficial del pene
La vena dorsal superficial del pene drena la sangre que retorna del prepucio y de la piel del pene. Se extiende hacia atrás en el tejido subcutáneo y luego se inclina hacia la derecha o a la izquierda, desembocando en la vena pudenda externa superficial correspondiente, la cual es un afluente de la vena safena mayor.
A diferencia de la vena dorsal profunda del pene, esta se encuentra fuera de la fascia de Buck.

## Importancia clínica
Es posible la ruptura de la vena causada por un traumatísmo, la cual se presenta de una manera similar a la fractura del pene. La circuncisión es un factor de riesgo.

## Galería de Imágenes

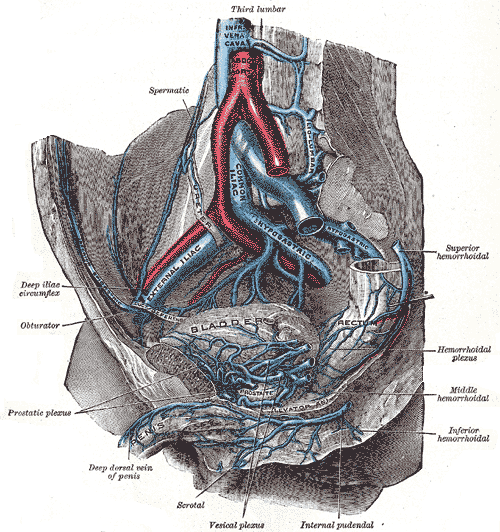
Las venas de la mitad derecha de la pelvis masculina.
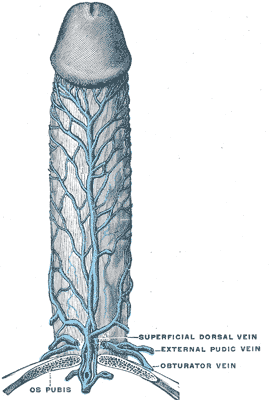
Venas del Pene.
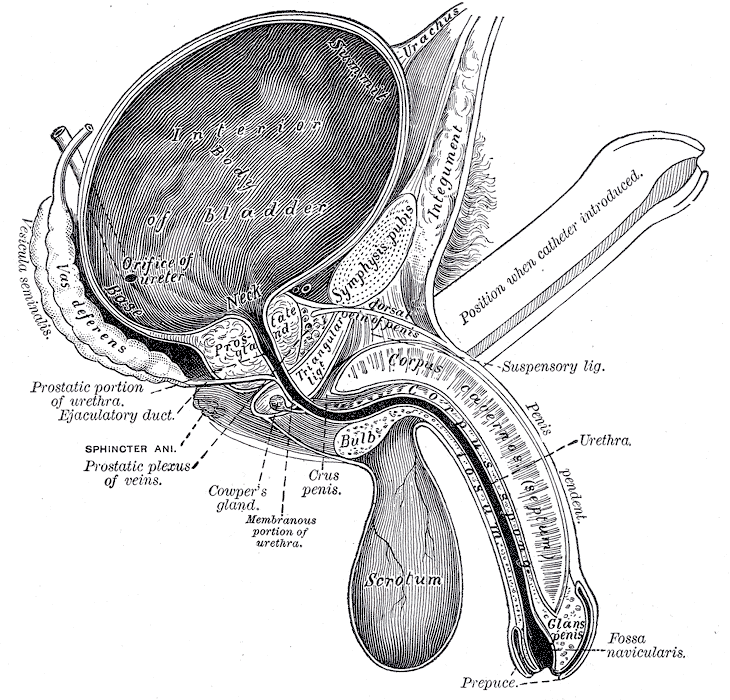
Sección vertical de la vejiga, el pene y la uretra
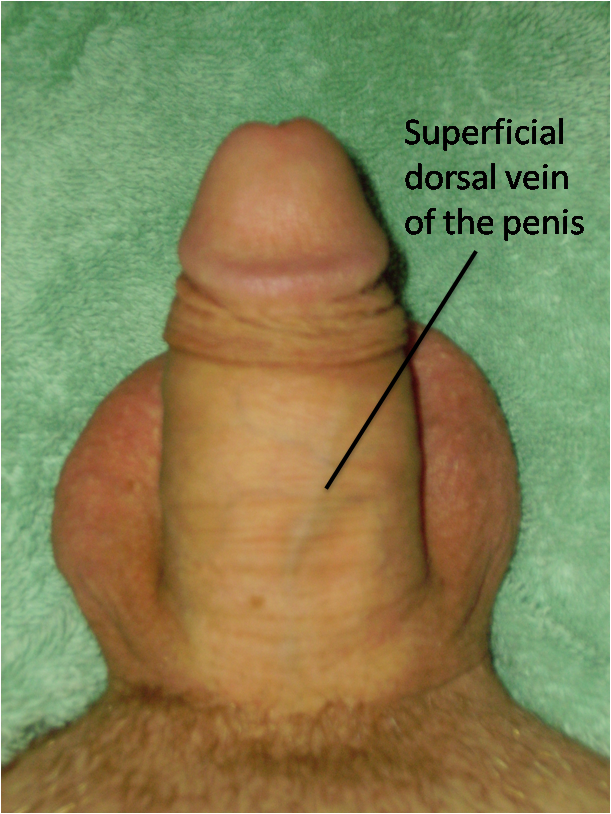
La vena dorsal superficial en un pene flácido.
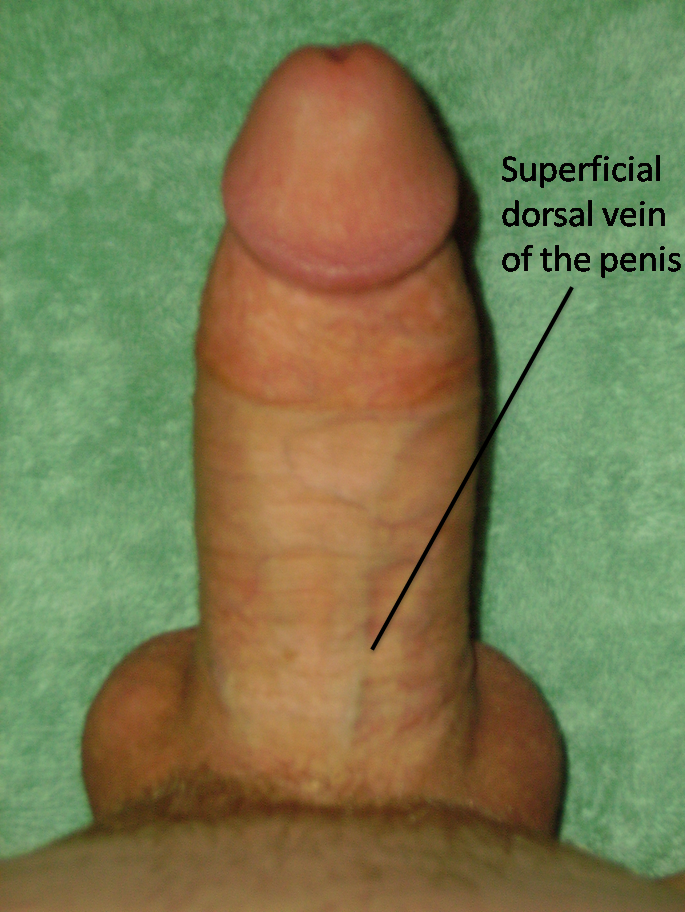
La vena dorsal superficial en un pene erecto.